# Prometafaza
Prometafaza je jedna od podfaza mitoze. U životinjskih organizama to je druga faza, nakon koje slijedi metafaza. Kod biljnih organizama, to je treća faza koja slijedi nakon profaze.
U prometafazi kromosomi su vrlo spiralizirani, porazbacani po stanici, znatno su kraći nego kad su u podfazi profazi i vidljivi su svaki zasebno, osim u trenutku gibanja kad se preklapaju. Kreću se između središta i polova stanice i vezuju za niti diobenog vretena na mjestu centromera gdje se nalaze posebni proteini koji oblikuju pričvrsnicu (centromeru). Upravljaju kretanjem kromosoma duž vlakna diobenog vretena. 
Kad se mikrotubuli diobenog vretena vežu na pričvrsnice kromosoma završava prometafaza i počinje metafaza.
|  |  |